# Операција Ото 1941.
Операција Ото 1941. је назив за битку која је вођена је од 13. до 20. октобра 1941, а циљ је пробој снага Нацистичке Немачке од Крушевца у помоћ опкољеном гарнизону у Краљеву. На том путу сукобили су се са јединицама ЈВуО  и партизана.
Према Добривоју Секуловићу, на Попинској реци партизани су имали 21, а припадници ЈВуО девет погинулих. Немци су брзо прошли овај положај и налетели на четнике на опсади Краљева. У селима Подунавци, Врба и даље до Краљева четници су имали 90 погинулих, а партизани нису имали губитака. Према извештају команданта немачке колоне, мајора Вилермунта, у операцији Ото на страни устаника било је укупно 120 мртвих. 